# Haarmosfamilie
De haarmosfamilie (Polytrichaceae) is een familie van mossen uit de orde Polytrichales.
Het is de enige familie binnen haar orde, die op zijn beurt de enige in de klasse Polytrichopsida is. De familie omvat zelf twintig geslachten.
Het zijn over het algemeen vrij grote, stevige mossen, die zelfs tot langer dan 50 cm kunnen worden.
In België en Nederland wordt de familie vertegenwoordigd door een zevental soorten haarmossen (Polytrichum).

## Kenmerken

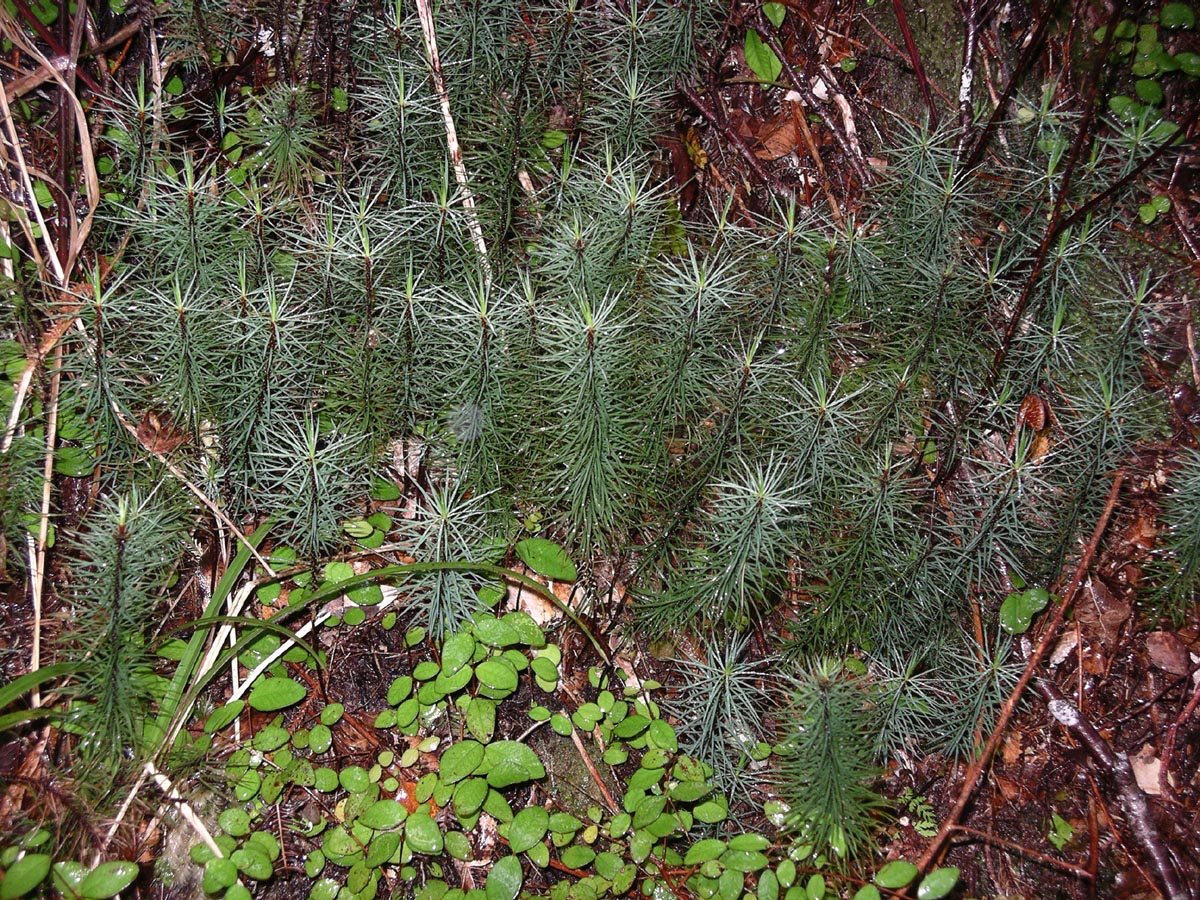
Dawsonia superba

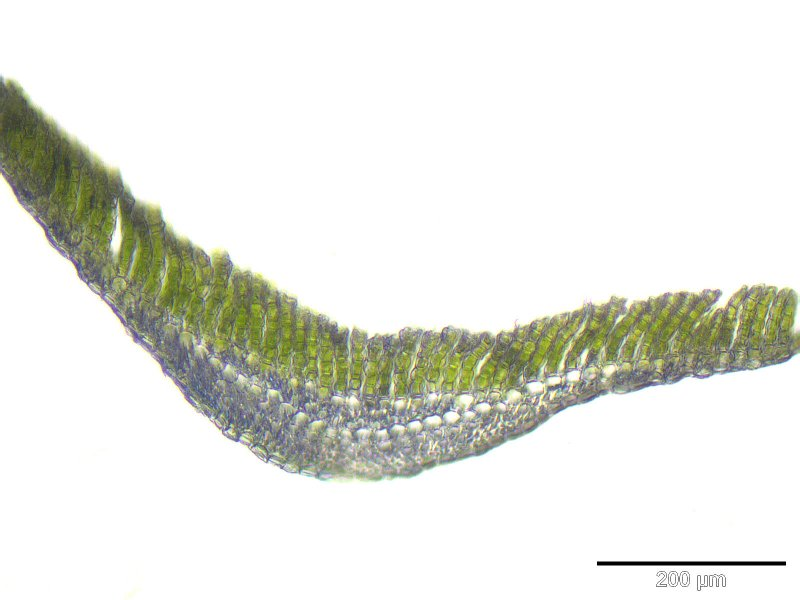
Gewoon haarmos, dwarsdoorsnede van het stengelblad met bovenaan de parallelle, longitudinaal lopende lamellen en onderaan de verdikte nerf (125x)

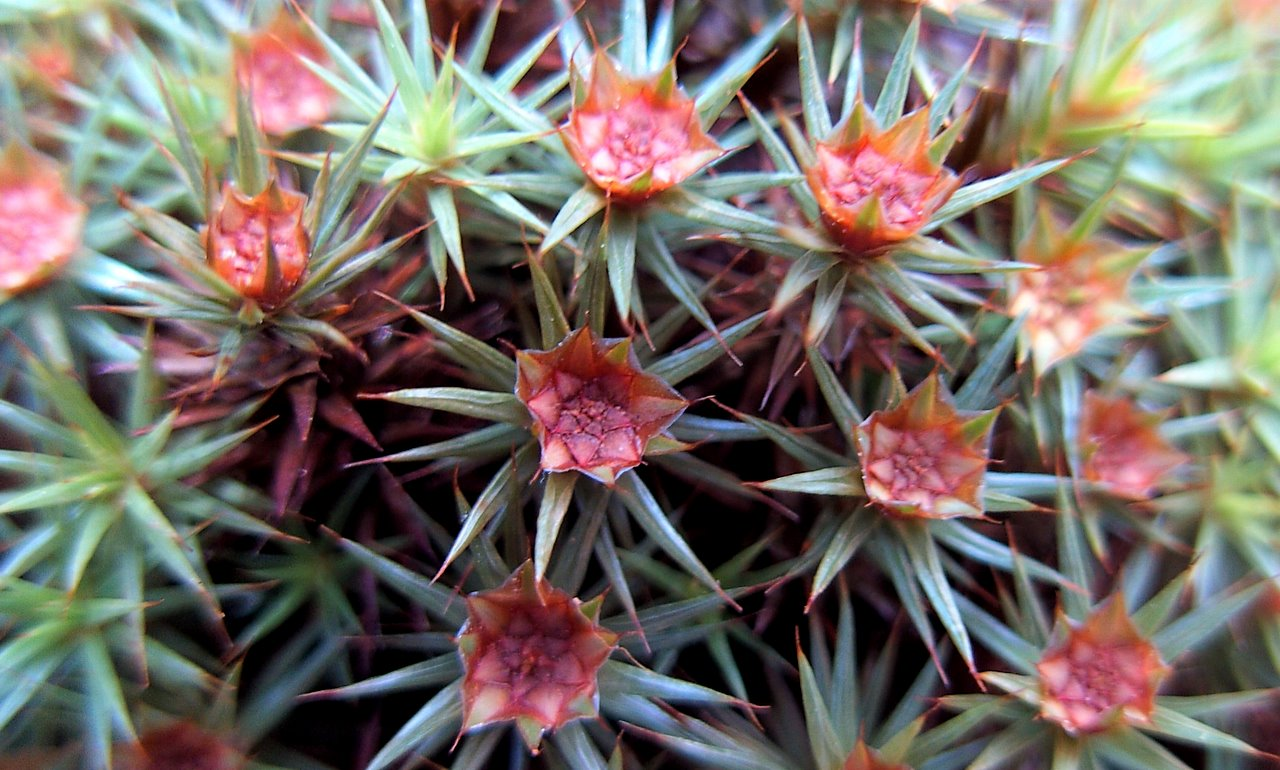
Mannelijk haarmos, detail perigonium

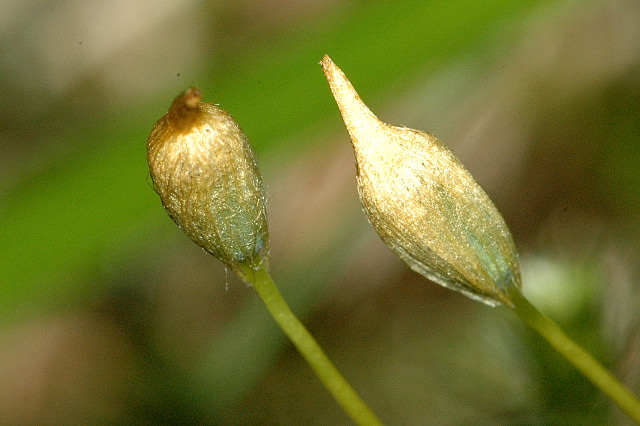
Haarmos, detail sporogoon met behaard huikje

Polytrichaceae zijn topkapselmossen met zode- of kussenvormende, rechtopstaande en meestal onvertakte stengels voorzien van een ondergrondse rizoom. De gametofyten (de groene mosplanten) vertonen binnen de mossen de meest verregaande ontwikkeling en sterkste weefseldifferentiatie.
Zo bevindt zich in de stengel structuur die sterk lijkt op een protostele: een centrale weefselstreng, bestaande uit watergeleidende cellen of hydroiden (vergelijkbaar met het xyleem van hogere planten), omgeven door een holle cilinder van leptoiden waarlangs de assimilaten getransporteerd worden (vergelijkbaar met het floëem). Het verschil met de hogere planten is achter dat deze structuur zich in de gametofyt ontwikkeld heeft in plaats van in de sporofyt. Deze structuur laat een sterke lengtegroei toe, tot zelfs 60 cm voor het tropische geslacht Dawsonia. Ook de grootste Europese mossen behoren tot deze familie.
Anderzijds is de protostele een structuur die men ook bij de varens (Monilophyta) terugvindt, wat maakt dat ze worden beschouwd als nauw verwant aan de gemeenschappelijke voorouder van de mossen en de varens.
De gametofyt draagt lange, smalle blaadjes die aan de bovenzijde bedekt zijn met parallelle, longitudonaal lopende lamellen, waarin de fotosynthese plaatsvindt, en onderaan een verdikte nerf voor water- en assimilatentransport.
Haarmossen zijn tweehuizige planten, de mannelijke (antheridium) en vrouwelijke (archegonium) voortplantingsorganen bevinden zich op verschillende planten, wat voor mossen als primitieve kenmerken geldt. De mannelijke antheridia zitten vaak bij elkaar in een felgekleurd beker- of schotelvormig omwindsel, het perigonium, wat ze oppervlakkig op bloemen doet lijken.
De sporofyt bestaat uit een sporenkapsel of sporogoon op een lange steel of seta. De sporen ontstaan door meiose in het weefsel binnen het sporenkapsel, dat ondersteund wordt door een centrale columella, en worden verspreid via een ringvormige, met tanden bezette opening, het peristoom, die bij onrijpe kapsels afgesloten wordt door een operculum.

## Habitaten verspreiding
Polytrichaceae zijn terrestrische planten die voorkomen in de meest uiteenlopende biotopen en wereldwijd verspreid zijn, voornamelijk in gematigde en koude streken.

## Taxonomie
De haarmosfamilie omvat twintig geslachten, met samen ongeveer 400 soorten.
- Familie: Polytrichaceae
  - Geslachten: Alophosia · Atrichopsis · Atrichum · Bartramiopsis · Dawsonia · Dendroligotrichum · Hebantia · Itatiella · Lyellia · Meiotrichum · Notoligotrichum · Oligotrichum · Plagioracelopus · Pogonatum · Polytrichadelphus · Polytrichastrum · Polytrichum · Pseudatrichum · Psilopilum · Steereobryon

Orde Polytrichales 

Familie Polytrichaceae (haarmosfamilie)

Geslachten:
Alophosia · 
Atrichopsis · 
Atrichum (rimpelmos) · 
Bartramiopsis · 
Dawsonia · 
Dendroligotrichum · 
Hebantia · 
Itatiella · 
Lyellia · 
Meiotrichum · 
Notoligotrichum · 
Oligotrichum · 
Plagioracelopus · 
Pogonatum (viltmuts) · 
Polytrichadelphus · 
Polytrichastrum · 
Polytrichum (haarmos) · 
Pseudatrichum · 
Psilopilum · 
Steereobryon